# Pomacanthus maculosus
Pomacanthus maculosus (Forsskål, 1775) è un pesce osseo marino appartenente alla famiglia Pomacanthidae.

## Distribuzione e habitat
La specie è endemica dell'oceano Indiano occidentale compreso il mar Rosso, il golfo di Oman e il golfo Persico. Giunge a sud alle coste del Kenya. Risulta presente nel mar Mediterraneo orientale a causa della migrazione lessepsiana.
Vive a profondità comprese tra 4 e 50 metri nelle barriere coralline e in zone a fondo duro, soprattutto se ricche di sedimentazione.

## Descrizione
P. maculosus ha il corpo molto compresso lateralmente con bocca di piccole dimensioni, dotata di denti sottili setoliformi. Una evidente spina è localizzata all’angolo inferiore del preopercolo. Negli esemplari adulti, lunghi filamenti si estendono posteriormente dalle porzioni a raggi molli delle pinne dorsale e anale, superando in lunghezza la pinna caudale. La colorazione di fondo degli individui adulti è blu-brunastro, con ogni singola scaglia con un margine blu, il che conferisce al pesce una colorazione complessiva bluastra. Sul fianco, in posizione mediana, è presente una banda gialla irregolare, mentre in prossimità del capo si osservano macchie blu scuro allungate in senso verticale. La pinna caudale è caratterizzata da linee ondulate blu su uno sfondo giallo pallido. Gli esemplari giovanili presentano una livrea prevalentemente nera, attraversata da numerose linee verticali arcuate di colore blu e da tre bande bianche più larghe; solo il terzo posteriore della pinna caudale ha colore giallo.
La taglia massima è di 50 cm circa ma comunemente si aggira sui 20 cm.

## Biologia
Può vivere fino a 36 anni.

## Pesca
La specie è oggetto di pesca sporadica e di piccola scala, soprattutto in Bahrein e Qatar.

## Acquariofilia
La specie si trova sul mercato acquariofilo.

## Stato di conservazione
P. maculosus è una specie comune e con popolazioni stabili nell'areale, che è abbastanza ampio, e non risulta affetta da particolari minacce. Gli unici possibili pericoli sono una modesta pesca e un'altrettanto sporadica attività di cattura di individui vivi per il mercato dei pesci d'acquario, entrambi questi impatti sono molto localizzati e non sembrano colpire le popolazioni della specie neanche localmente. Per questi motivi la IUCN classifica questa specie "a rischio minimo".